# Boll (matematik)
En boll  är inom matematiken, speciellt topologi och analys, en klotformad kropp, det vill säga allt som ligger innanför en sfärisk yta. I en boll ingår vanligen inte ytan, vilket kan förtydligas genom att kalla det en öppen boll, medan en sluten boll är bollen och ytan.

## Definition
En boll är en delmängd av ett metriskt rum definierad som
{\displaystyle B_{r}(\alpha )=\{x:\rho (x,\alpha )<r\}\,},
där ρ är metriken för rummet, r kallas radien och α kallas centrum för bollen. 
På samma sätt kan man skapa den slutna bollen:
{\displaystyle D_{r}(\alpha )\ } eller {\displaystyle {\overline {B}}_{r}(\alpha )=\{x:\rho (x,\alpha )\leq r\}\,}
där olikheten inte är strikt.
De öppna bollarna är basen för metriska topologin.